# Franz Josef Mayer-Gunthof
Franz Josef Mayer-Gunthof (* 18. August 1894 in Guntramsdorf, Österreich-Ungarn; † 2. Februar 1977 in Wien) war ein österreichischer Unternehmer.

## Werdegang
Franz Josef Mayer-Gunthof übernahm nach dem Jusstudium die väterliche Baumwollweberei in Mährisch-Trübau. Sein Vater war Oscar Veit Karl Mayer von Gunthof (1867–1913).
Mayer-Gunthof wurde im Ständestaat Mitglied der Vaterländischen Front. Er war als NS-Gegner bekannt und wurde nach dem Anschluss Österreichs 1938 mehrmals inhaftiert und war auch im KZ Mauthausen, wo er aber wieder frei kam.
Nach dem Zweiten Weltkrieg wurde er Vorstandsvorsitzender der Vöslauer Kammgarnfabrik. In der Bundeskammer der gewerblichen Wirtschaft wurde er Vorsteher des Fachverbandes der Textilindustrie. Als Mitbegründer der Industriellenvereinigung wurde er im Jahr 1960 deren Präsident und blieb es bis 1972. Als dieser war er ein Verfechter der Sozialpartnerschaft, da er für Unternehmer auch eine soziale Verantwortung sah.
Da er auch die Bedeutung von Fremdsprachenkenntnisse in der Wirtschaft erkannte, geht die Gründung des Spracheninstitutes der Industrie (SPIDI) im Jahr 1961 auf ihn zurück. Er wurde am Hietzinger Friedhof bestattet.
Sein Enkel war der österreichische Journalist Hubertus Czernin.
Auf Mayer-Gunthof geht auch eine Stiftung, die Sprachförderung betrifft und Stipendien vergibt, zurück.

## Ehrungen
- 1959: Großes Verdienstkreuz mit Stern der Bundesrepublik Deutschland
- 1966: Ehrensenator der Universität Wien